# Кущівка (Кропивницький)
Кущі́вка — один з мікрорайонів міста Кропивницький, що належить до Подільського району і розташований у південно-східній частині міста.

## Розташування
Розташований в південно-західній частині міста. На півдні наявна незначна за площею аграрна зона. На південному сході проходить дорога до Завадівського мікрорайону, на півночі район межує з Катранівкою. У природничому аспекті на півдні межує з річкою Інгул, а на сході та півночі виділяється системою ярів що вимальовуються на просторах міських ландшафтів. В межах району протікає річка Біянка.

## Опис
Основна частина забудови Кущівки є приватною і належить до 1950-х — 70-х років. Найстарішим є приміщення аптеки, що єдиним збереглось з довоєнних часів. В межах мікрорайону розміщені Кропивницька загальноосвітня школа I–III ступенів № 30 та НВО ЗНЗ № 1. Через вулицю Кримську проходять маршрути громадського транспорту: маршрутні таксі № 8, № 103 та № 126